# RED!
RED! was een Nederlandse popgroep die gevormd werd in het televisieprogramma Popstars, editie 2008. De leden waren de drie winnende finalisten van het programma; Brandi Russell, Steffie Zoontjes en Déon Leon.
De debuutsingle van de groep heette Step Into The Light. Deze werd opgenomen in de Abbey Road Studios in Londen. De groep stond onder contract bij Warner Music. SBS6, de televisiezender waarop Popstars uitgezonden werd, had een afspraak met Warner Music dat de groep promotioneel ondersteund werd op de zender, onder meer door reclamespots voor het debuutalbum uit te zenden en aandacht aan RED! te schenken in programma's als Shownieuws.
Op basis van downloads direct na de finale-uitzending van Popstars kwam het nummer in de Single Top 100 van 27 december vanuit het niets binnen op de eerste plaats. De weken daarop zakte het snel en na vier weken verdween het uit de lijst. Het kwam enkele weken later opnieuw binnen en stond in totaal tien weken in de Single Top 100. De single haalde de Nederlandse Top 40 niet. Ook de opvolgende singles Guilty en Miami Sound Machine-cover Conga haalden de Top 40 niet.
RED! is in januari 2010 officieel uit elkaar gegaan, wegens gebrek aan succes.

## Discografie

### Singles
| Single met eventuele hitnotering(en) in de Nederlandse Top 40 | Datum van verschijnen | Datum van binnenkomst | Hoogste positie | Aantal weken | Opmerkingen              |
| ------------------------------------------------------------- | --------------------- | --------------------- | --------------- | ------------ | ------------------------ |
| Step Into The Light                                           | 19-12-2008            | 27-12-2008            | tip2            | -            | #1 in de Single Top 100  |
| Guilty                                                        | 01-05-2009            | -                     |                 |              |                          |
| Conga                                                         | 11-07-2009            | -                     |                 |              | #42 in de Single Top 100 |